# Oskar Schmal

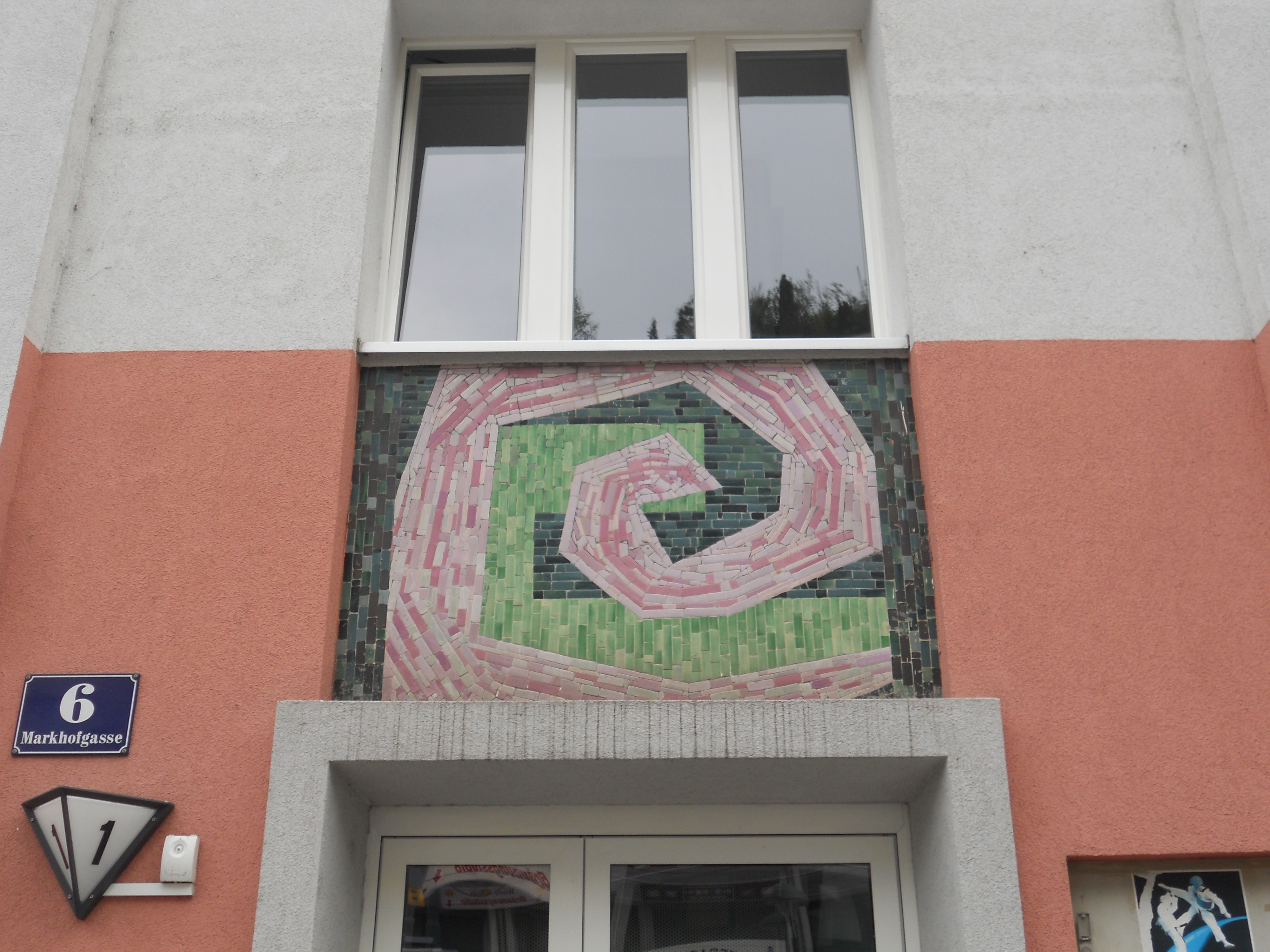
Fassadenmosaik auf einem Gemeindebau in der Markhofgasse 6 in Wien

Oskar Schmal (* 15. Jänner 1904 in Brünn; † 26. Juni 1976 in Wien) war ein österreichischer Maler und Graphiker.
Schmal studierte in Prag, Berlin (bei Emil Orlik) und in Paris. Unter seinen meist kleinformatigen figurativen Arbeiten wurden besonders die zarten Silberstiftzeichnungen geschätzt. Schmal war Mitglied der Wiener Secession. Er wurde 1964 mit dem Preis der Stadt Wien für Bildende Kunst ausgezeichnet. Schmal erhielt vom Bundespräsidenten den Berufstitel Professor verliehen. Er wurde am Wiener Zentralfriedhof bestattet.